# 帝一の國
『帝一の國』（ていいちのくに）は、古屋兎丸による日本の漫画作品。『ジャンプSQ.19』（集英社）にて、2010年創刊号から2011年秋号まで連載された。その後本誌の『ジャンプスクエア』（集英社）に掲載誌を移し2012年3月号から2016年5月号まで連載。話数カウントは「第57話」。2017年5月号で事実上の完結編となる番外編が掲載された。この番外編は映画版小説に収録されている。
なお、新字体（当用漢字）での「帝一の国」表記は誤りである。

## あらすじ
時は昭和。赤場帝一は「総理大臣になり自分の国を作る」という人生の目的と野望のため、超名門校海帝高校の生徒会長になることを決心した。

## 登場人物
声の項はVOMIC版、演（舞）の項は舞台版、演（映）の項は映画版のキャスト。

### 海帝高校

#### 評議会

##### 同学年
赤場 帝一（あかば ていいち）
声 - 福山潤 / 演（舞） - 木村了 / 演（映） - 菅田将暉
本作の主人公。一年一組ルーム長→二年一組ルーム長→生徒会副会長→内閣総理大臣。父親の赤場譲介は通産省官僚。
総理大臣となって日本を世界一の国にするという夢のため、その第一ステップとして海帝高校の生徒会長を狙う。野心家であり、どんなことについても負けたがらない極度の負けず嫌い。
海帝高校入学時にトップの成績を誇り、海帝中学では生徒会長だったことから、海帝高校からも期待を寄せられている。
一組のルーム長に選ばれた後は、二年生の先輩・氷室ローランドに生徒会長となる可能性を見い出し、彼に生徒会長候補として指名してもらうため自ら“忠犬”として忠誠を誓う。
氷室に関することに対して鋭い直感（帝一曰く“嗅覚”）を持ち、氷室の自分への態度の変化から自分に向けられた隠れた怒りを感じ取り、氷室を驚愕させた。
譲介から彼と氷室の父・レッドフォードとの因縁を教えられ、自身の直感が正しかったことを知り激しく苦悩する。それでもなお氷室に尽くそうとしていたが、氷室は自身を利用した挙句捨てるつもりであることを知る。一時は切腹を決意するまでに思いつめるも、その夜の風呂場での譲介（と背中の毘沙門天の刺青）との会話から、氷室に謀反を起こし森園派に付くことを決意する。
その後は森園派として活動。会長選当日にマイムマイムを利用した、森園を官軍としてアピールする（氷室から現金を受け取って彼についた者に罪悪感を感じさせる）という奇策を敢行。氷室派についていた運動部を森園派に引き込むことに成功し、森園の勝利に貢献した。
二年生に進級後は次の生徒会長になるべく選挙活動を開始するが、自らの失策や菊馬の裏工作、個性的な一年のルーム長達に振り回され、さらに森園が立ち上げた生徒会選挙改革の成立を、内心では反対していながらも結果として後押しすることになってしまい苦悩する日々が続く。
その後新聞部により行われた世論調査では支持率が大鷹・菊馬に負け、さらに一年ルーム長の誰からも支持されなかったことにショックを受け、4日間家出し、家に連れ帰られた後も部屋に閉じこもり合計14日も無断欠席するなど自暴自棄となってしまう。
しかし、覚悟を決めた大鷹と本気で帝一を心配する光明、そして帝一を支える決心を固めた美美子の励まし、さらに真相を知った久我が帝一の支持についたことで立ち直り、選挙戦に復帰する。
幼少期からピアノに深い情熱を注いでおり、卓越した技能を持っているが、生徒会長選挙に集中しだしてからはピアノの優先順位が著しく下がり、それを美美子からは寂しく思われている。
美美子とは恋人同士だが、選挙における熱意や光明との付き合いから、美美子に対する配慮をしばしば欠く。それの挽回など狙って美美子とデートするときは、ファッションやトークに気合を入れたりピアノを弾いて見せたりするが、ピアノ以外についてはセンスがなく空回りしている。
外部入学の大鷹に対しては、当初は彼が実際に裏表のない好青年であることを信じられず、野心を隠していると疑い敵意を持つ。しかし、選挙を通じ切磋琢磨し合う中で、彼とも友情を深めていく。

榊原 光明（さかきばら こうめい）
声 - 斎賀みつき / 演（舞） - 三津谷亮 / 演（映） - 志尊淳
帝一の親友。一年一組副ルーム長→二年一組副ルーム長→生徒会会計。
海帝中学では生徒会副会長を務めていた。後に帝一によって副ルーム長に選ばれる。
帝一のこれからの行動についてさまざまなアドバイスを送る。家が工場であることもあって手先が器用で、猫語翻訳機や小型盗聴機を自作したこともあり、それらの発明は「戦国時代に核兵器を持ち込むようなもの」と言われるほど。
また、帝一が不在の時は一人でルーム長の仕事をこなすなど実務でも極めて優秀。
常に帝一の味方として動き、彼が氷室を裏切り森園に付くことを決めた時も反対せず、的確な助言を送っている。帝一も光明にのみ決意や本音を打ち明ける場面も多く、彼を伴侶とまで言うほど深く信頼している。
言動が少々女っぽく、かわいいもの（特に猫）が好きで、自室には大量のぬいぐるみが飾られている。姉二人のほかに兄が一人いるが、彼もまた光明と同じく見た目と言動が女らしい。
帝一の読みの更に先まで読み、帝一の想定以上の事態が起こってもそれすら予想して先手を打つことで、事態を良い方向に進める。
2学年時、高天原の「天照霊波救世教」に潜入して実態を探るなどのスパイ活動も行っていたが、潜入がばれて拉致されてしまう。帝一達が奪還作戦を決行するもことごとく失敗してしまい、その間に高天原に洗脳されて帝一から離反して菊馬につくことになる。選挙後、自身が捕まる際に残したテープが発見され、それを聞いて正気に戻る。加えて、このテープが高天原の危険性を明るみに出す内容となり、選挙戦においても菊馬に大打撃を与える結果となる。
その後は生徒会会計となり、弾と帝一の改革の支えとなる。

大鷹 弾（おおたか だん）
演（舞） - 入江甚儀 / 演（映） - 竹内涼真
一年六組ルーム長→二年六組ルーム長→生徒会長。
明るく実直な好青年。父とは死別しており、病気の母を抱え、さまざまなバイトを掛け持ちし学費と生活費を稼ぎながら海帝高校に通う苦学生である。その学力は、中学時代から高校3年生に対して家庭教師をするほどであり、最難関大学に合格する以上の難易度を誇る海帝高校の外部入学試験にもほぼ満点で合格した。身体能力も極めて高く、氷室をして勝てないと言わせるレベルである。
藤吉という名の鷹を飼っている。
森園とは将棋仲間で、プライベートでも仲が良く全幅の信頼を置いている。
生徒会長の座には興味がなく、生徒会長選では氷室派・森園派のどちらにも付かない中立的な立場をとっていたが、氷室に金銭援助と引き換えに自身を支持するよう持ちかけられた際にはそれに反発し、森園に付くことを決心する。
帝一と敵対する立場になってからも彼を気にかけており、帝一が森園派に付くことを提案してきた際は彼が氷室派での立場が危うくなっていることを看破し、渋る森園を説得した。その後の帝一の和解の申し出も受け入れるなど、懐の大きさも見せる。
勝敗を決める最後の投票者となるが、自分には荷が重いとして堂山に判断を任せる。
二年生進級後も生徒会長の座に興味を示さず、それまでのマイペースを貫き、森園の会長選挙改革にも賛成の意を示す。しかし、逆に自分が生徒会長候補であることを自覚させられる結果となる。
さらに支持率調査では一位となり、野々宮をはじめとして大鷹が会長となることを望む者が数多くいることに困惑する中、森園が自らの犠牲を覚悟の上で選挙改革を断行したことを知る。さらに、帝一が学校を長期間欠席したのがきっかけで、前年の会長選を彼と共に戦ったことで自分自身が成長していたことを自覚。ルーム長の辞表を提出し、さらに帝一に対し彼が会長選に復帰すれば辞表を撤回し真剣に選挙を戦うことを表明。帝一が立ち直るきっかけを与えた。

佐々木 洋介（ささき ようすけ）
演（映） - 岡山天音
一年六組副ルーム長→二年六組副ルーム長。
六組のルーム長になる予定だったが、担任である黒坂の独断で弾にその座を奪われる。しかし、弾との関係は良好で夏合宿ではやる気のない弾の代わりに戦う。

東郷 菊馬（とうごう きくま）
声 - 吉開清人 / 演（舞） - 吉川純広 / 演（映） - 野村周平
一年二組ルーム長→二年二組ルーム長→生徒会副会長。
父親の東郷卯三郎は通産省事務次官。情報収集能力が高い。
卑劣な性格で相手を貶めるような策を立てる。父同士の因縁もあってか帝一をライバル視しており、小学生のころは彼をいじめていた。高校になってからも帝一とは憎み合っており、帝一を自殺に追い込みかねないような仕打ちも何度かしていて、それについて後ろめたさなども感じず大笑いしている。しかしその一方で帝一を旧友や腐れ縁と言っており、利害の一致からもしくは利害を超えて帝一に協力することもある。
女性との交際を禁じる家の方針や女兄弟がいなかった反動で、女性への欲求が強いという悩みを抱いている。
合宿で帝一から銃弾を額に食らって以降、その憎しみを忘れないために、打たれた額を頻繁に指で弾くようになる。「腐っても菊馬だぜ」などの言葉に加え「はっ！」と言うのが口癖。
生徒会長選では氷室派であったが彼への忠誠心は薄く、氷室が劣勢となると大鷹の説得もあって森園派に寝返っている。その後、森園が不利になると再び氷室の下に戻ろうとするが、森園に釘を刺されどっちつかずの態度をとる。最終的に駒の裏切りをみて森園に投票する。
二年に進級後は会長選に向け精力的に活動。
穏やかになった氷室に失望していた久我に、氷室がそうなった原因は帝一にあること、そしてその帝一が森園当選のためにした貢献を全て自分が行ったと嘘を教え、それを信じた久我を支持に引き込む。
さらに、高天原も自分の支持者として取り込もうとするも、逆に知らず知らずのうちに「天照霊波救世教」に入信させられてしまっている。
彼の助力により、成田ら一年五組の二人を帝一から離反させ、野々宮を大鷹とのトラブルに乗じて取りこむことに成功する。更に次期生徒会長候補として森園から指名を受けることになる。
その隆盛は高天原の影響によるものが大きいものの、会長選で菊馬が掲げた政策自体は「良いもの」と評価を受ける真っ当なものではあった。
帝一がスパイとして送り込んだ光明を捕獲、洗脳して配下につけ、会長選が始まって中盤までは優勢に選挙を進める。しかし土壇場での野々宮の離反、光明の洗脳が解けて高天原の危険性が明るみに出たことにより、一気に票を失う。
最終的に自身に勝ち目がないと判断すると、高天原から離反して帝一に自身の票を投じる。
その後は大鷹達の生徒会活動の邪魔をさせない為という名目で、生徒会副会長に任命される。
番外編では海帝派閥が解体された影響で父が事務次官の地位を失ったことを逆恨みして久我を辞退させ、永福を生徒会長にしようとするが、永福が退学したことで失敗。 その後、帝一から東都大に落ちて浪人したことが語られた。

根津 二四三（ねづ にしぞう）
声 - 蜂須賀智隆 / 演（舞） - 谷戸亮太 / 演（映） - 萩原利久
一年二組副ルーム長→二年二組副ルーム長→生徒会書記。
東郷菊馬の側近的存在で、常に彼に付き従う。「ケケッ」などと声を発する。靴の裏に棘を仕込んだ特殊な靴で壁に張り付くことができ、氷室派のスパイとして偵察を請け負う。しかしそれを利用され、帝一が氷室の本音を知るきっかけを作ってしまった。
菊馬とは小学校の頃からの付き合いで、共に剣道クラブで切磋琢磨していた。特に二四三は剣道で全国優勝する腕前の持ち主であることが菊馬によって語られている。
姉がいる。本人曰く、凄く怖い存在。
マタタビが弱点で、においをかぐと猫のように骨抜き状態になってしまう。
事あるごとに菊馬に八つ当たりされたり、時には様々な汚れ役を引き受けることになるが、その友情は本物で、様々な悪事に手を染めた菊馬に最後まで裏切ることなくついていき、生徒会長選でも菊馬について帝一に投票することになる。
その後は、菊馬の腹心として生徒会書記に任命される。

石井 桃太郎（いしい ももたろう）
声 - 浅利遼太 / 演（映） - 山元駿
一組の生徒。通称「イシモ」。帝一や光明の中学時代からのクラスメイト。帝一と行動を共にする事を望み、光明の勧めで放送委員会の副委員長となり、念願の評議会入りを果たす。投票では委員長に逆らって森園に投票する。
光明がいることで帝一の腹心となることは遂に叶わなかったが、ここぞという時に的確な働きをして、帝一を支え続けていた。

森 秀一郎（もり しゅういちろう）
演（映） - 加藤寛密
一年五組ルーム長→二年五組ルーム長。
金に汚い性格で、合宿時には帝一をゆすったり、氷室に実弾を渡された時も「少ない」と言ってのけた。
後に光明のアイデアを利用して金儲けをしようとするが、その実態はねずみ講で、弟共々逮捕されることになる。

森 秀二郎（もり しゅうじろう）
演（映） - 加藤義密
一年五組副ルーム長→二年五組副ルーム長。
秀一郎の双子の弟で、性格は兄と瓜二つ。

##### 一学年上
森園 億人（もりぞの おくと）
演（舞） - 大河元気  / 演（映） - 千葉雄大
二年六組ルーム長→生徒会長→浪人。
穏やかな性格をしており、常に冷静で理知的な話し方をするが非常に負けず嫌い。堂山からは「二年で本気になったとき一番怖い」と評され、帝一も「氷室より怖いかも」と評している。
その一方で、誠実な性格から彼を心から慕う者が自然と集まってくる。氷室から森園に寝返ろうとする帝一を一度は拒否しているが、大鷹の説得により受け入れている。
大鷹とは将棋仲間で、立場を超えて仲が良く全幅の信頼を寄せている。そのためか、彼を生徒会長にするためのものと思われる行動が多い。
自ら行動することは少ないものの、周囲の人間が彼を慕うがゆえに自ら動くため、常に一定の成果を残している。また森園自身が動くときは大きな結果を残すことが多く、作中では森園が氷室の実弾を運動部にリークしたことで氷室を自滅寸前にまで追い込んでいる。夏合宿では氷室を破り3票手に入れている。
大鷹から最後の決定権を託された堂山により、新生徒会長に選ばれた。
生徒会長就任後は、これまでの海帝高校の聖域同然であった、会長選挙の改革に着手する。教師や海帝高校卒業生をはじめとする政界の有力者達からの妨害を受けながらも、『生徒会会長選挙の民主化（会長選挙の投票権を、全校生徒にまで拡大する）』という改正案を成立させる。
その報復措置としてか、生徒会長の特権であった東都大学への推薦入学を取り消されてしまうが、そのことが大鷹に覚悟を決めさせる一因となった。
また、会長候補を選抜する際には、菊馬の指名を取りやめようと考えていたが「天照霊波救世教」から父親が脅迫を受け、菊馬を指名せざるを得なくなっており、静かな怒りに燃えていた。これがきっかけで、高天原を強く憎むようになり、帝一と大鷹に涙を流しながら高天原を叩き潰すように懇願した。

京田 一郎（きょうだ いちろう）
演（映） - 星陽太
二年六組副ルーム長→生徒会書記。
ミステリアスな雰囲気を持ち、独り言を言っていることが多い。森園のみ、彼の言葉の意味を解釈することができる。極度の人見知りで、大体森園の後ろに隠れている。
勘が冴えており、予言といってもいいくらいよく当たる（放送委員と美化委員の票が氷室側に流れたことを予言した）。
詩人として既に、その業界では名の通った人物で、海帝卒業後は本格的に詩人として活動する。

氷室 ローランド（ひむろ ローランド）
演（舞） - 冨森ジャスティン / 演（映） - 間宮祥太朗
二年三組ルーム長→生徒会副会長。本名はローランド・氷室＝レッドフォード。
父親のスティーブ・レッドフォードはアメリカの自動車メーカー「ハリケーン・モーターズ（HM社）」日本支社長。
性格は唯我独尊を地で行っており、勝つためには手段を選ばない。自身の目的の障害となるものには容赦がなくそのため敵を作りやすい。しかし、そこにカリスマ性があるのか帝一のように自ら彼に付く者も数多くいる。堂山に献身的に尽くすことで生徒会長の大本命という立場を手に入れているが、会長候補に選ばれるために従っているに過ぎず会長候補に選ばれた後は不遜な態度をとるようになる。
中学時代に『てっぺんを取る』という漠然とした夢を追い、喧嘩に明け暮れていた時期があり『狂犬』と呼ばれる。
帝一に対しては自身の下僕としてそれなりの愛情を持っていたが、父・スティーブと帝一の父・赤場譲介の因縁を知ってからは譲介を憎むと同時にその息子・帝一に対しても愛憎入り混じった複雑な感情を抱く。しかし帝一を利用した挙句無情にも捨てることを決めたため、それを知った帝一の離反という事態を招いてしまう。
森園派を公言する文化部を引き込むために実弾（賄賂）をばら撒くという禁じ手に出るも、森園によって運動部にリークされ、逆に自らの首を絞めることになってしまう。駒の犠牲により自滅は免れたものの、マイムマイムを利用した帝一の奇策や駒の裏切りにより選挙に敗北。
絶望し校舎の屋上から飛び降り自殺を図るも、光明が仕掛けたマット（もともとは帝一が飛び降りる可能性を考慮したもの）によって助かり、実は駒は自分を見捨てていなかったこと、そして森園が自分を評価し副会長に自分を任命したことで改心。長かった髪を自ら切り、森園の元で働くことを表明した。
その後は憑物が落ちたかのように穏やかな性格となっているが、時折『狂犬』と呼ばれていた不良時代の鋭い眼光が蘇ることがある。
帝一達の学年の会長選時には、既に会長選を辞退表明をしていた帝一を、再び壇上まで抱きかかえあげ、選挙戦に参加させる。

駒 光彦（こま みつひこ）
演（舞） - 細貝圭 / 演（映） - 鈴木勝大
二年三組副ルーム長。氷室が、友人として対等（に近い）立場で接する唯一の人物。
真面目で義理堅く、氷室の味方として彼に尽くしている。
中学時代、喧嘩を繰り返す氷室を止めるため海帝高校の生徒会長を目指すという道に彼を導いたという経緯がある。そのことに責任を感じており、森園に票を奪われたことに焦るあまり暴走する氷室を止めることができずにいる。
その後、実弾で自滅寸前となった氷室を救うため犠牲となるも、その後の氷室の態度を見て彼を裏切ることを決意。選挙戦で森園に投票し選挙に大きな影響を与えその場にいた多くの者を驚愕させた。
実際は氷室を見捨てておらず彼の暴走を止めるためにしたことであり、飛び降りようとした氷室を身を挺して助けようとし、氷室が無事だったときには涙を流していた。

本田 章太（ほんだ しょうた）
演（舞） - 瀬戸祐介 / 演（映） - 三河悠冴
二年四組ルーム長→生徒会副会長。
おどおどした性格で、自己主張をあまりしない。堂山を尊敬しているが、昨年の文化祭で管理を任されていた照明器具を壊したことが原因で堂山から見限られている。
しかし、照明が壊れたのは草壁の仕業だと明らかになり堂山から今までの態度を謝罪された上で償いとして生徒会長候補に選ばれる。
我欲がなく、生徒会長にも興味がなかったため、生徒会長選でのアピールもおどおどしたもので、生徒からすぐに飽きられ、菊馬から「雑魚の話はつまらない」と一蹴される。
自身は堂山から信頼を取り戻したことで満足しており、会長選では大鷹の説得により森園派として活動することを決意し、会長候補を辞退する。

山羽 喜一郎（やまは きいちろう）
演（映） - 若林司
二年四組副ルーム長→生徒会会計。
引っ込み思案な本田とは正反対で、明るく陽気な性格。

草壁 哲也（くさかべ てつや）
演（舞） - 勝信 / 演（映） - 親納だい
二年五組ルーム長で、代々続く大物政治家の家系の出身である。
氷室、森園と共に生徒会長候補に選ばれると目されていたが、生徒会長候補に選ばれると票の食い合いになると判断した氷室の命令を受けた帝一と光明に嘘発見器を利用した作戦で本田を陥れたことを暴かれ候補から外される。
氷室のことは金髪ブタ野郎などと蔑んでいるが、都合の良いときは氷室に取り入る動きをしており、投票では駒の裏切りにより弱った氷室の心に入っていくように氷室に投票する。
女好きだが奥手であり、色仕掛けなどされれば簡単に引っ掛かるなど、小者な面が目立つ。
一方で学力は非常に優秀であり、菊間の妨害により満足に試験勉強ができなかった中間試験でも平均70点台を出すほどである。
目的の為なら手段を選ばず、噂にはなっているが、決定的な証拠をつかませない狡猾な一面も持つ。
三年時の生徒会長選では、帝一に投票していたが、土壇場で大鷹に票を変えようと動きかけていた。結局、帝一が自らの票を大鷹に移すことで未遂に終わる。ちなみに、映画では彼自体が登場しない為、この役割は菊馬が受け持つことになる。

室田 滋（むろた しげる）
演（映） - 杉山宗賢
二年五組副ルーム長。

##### 二学年上
堂山 圭吾（どうやま けいご）
声 - 樋口智透 / 演（舞） - 津田健次郎 / 演（映） - 木村了
生徒会長→海帝高校卒業。
品行方正で威厳があり真面目な性格。帝一も一目おいている程の人物で、事あるごとに彼のことを評価している。前年の海帝祭での失態で、前会長に激昂された際には、許しを請う為に1週間もの間、前会長の家の前で土下座をし続ける程の根性の持ち主でもある。
森園とは小学校の頃から同じ将棋クラブに通っており旧知の仲。高校生になる頃には将棋とは大分離れていたが、単行本巻末の番外編で大鷹と対局しており王手をとっている。その後森園とも将棋をさしており、謙遜する森園に対し的確な助言を与えている。
生徒会長は生徒の僕で、生徒の為に働くべきであると考えており、決して威張り散らすこともない。
冷静沈着で頭も回り、草壁の不純異性交友遊問題の際には、誰かが草壁を貶めようとしていたことを察知している。また、帝一と光明が仕掛けた策を、真実を知るために策と知りながら逢えて自ら飛び込んでいくなど大胆な面も持ち合わせている。それが功を奏し、前年の海帝祭での事件が草壁の策によるものであることが発覚する。
またその際には、自らの考えが間違えていたことを素直に認め、それまで冤罪にも関わらず深く憎んでいた本田に対し、心からの謝罪をする。また、氷室や帝一達が汚い策で自分を罠にかけたことについても、それまでの功績等から不問にとするなど懐の深さを見せる。
これにより、自分に対し圧倒的な忠誠心を見せた氷室、幼い頃からの付き合いがある森園、純粋に自分の事を尊敬している本田の3名を次期生徒会長候補として指名する。
次期生徒会長候補に指名されるまで自分に献身的に尽くす氷室を信頼していたが、会長候補に選ばれてから不遜な態度になり手段を選ばない氷室に対して脅威を感じ、森園派に協力するようになる。
生徒会長選挙投票では、大鷹が白票で投票したために、森園と氷室が同票となったため、会長選挙の規則に則り、堂山自身が生徒会長を決定することとなる。
最終的に、森園の持つリーダーの資質が決め手となり、彼を次期生徒会長とした。

##### 一学年下
野々宮 裕次郎（ののみや ゆうじろう）
演（舞） - 市川知宏
一年三組ルーム長→副生徒会長
現職総理の三男で、俳優としても活躍し一年でも圧倒的な人気がある。兄の家庭教師をしていた弾を尊敬している。
会長選を左右するほどの多大な影響力を持つ人物と目されていたが、初対面で支持票の話を始めた帝一に不信感を抱き、帝一を『理念なき指導者』と厳しく批判したうえで弾支持を表明する。だが評議会に証人として現れた美美子に心の底から惚れてしまい彼女のことが頭から離れなくなり、ランニング中に足を怪我したと嘘をつき美美子に接近したのち、本気で美美子を手に入れたいと思うようになり、ドラマに出演する予定だった女優を駆け落ちさせ美美子を女優にスカウトする。
その後、自分が支持している弾をこのまま応援していいのか悩んだ結果、文化祭のラストで美美子と踊っている弾を殴り美美子の結婚を阻止する為に東郷派へ転向する。
小学生の頃に高天原とマヨネーズ事件を起こした張本人であり、事件の後更生の為に洗脳プログラムを受けた過去があり、事件から6年後にプログラムの効果が消えてしまってからは高天原のありもしない話を疑う生徒達に『その話は本当だ』と嘘をつき、美美子にはマスコミを利用して自分と熱愛していると報道させ、さらにドラマから降板したがっている彼女に菊馬を生徒会長にして結婚を阻止すると言い放つ。
潜入した光明に洗脳を実行し、光明を奪還しようとした弾達に苦戦するが高天原が用意したトラップで追い返すことに成功する。帝一が大鷹派に入り世論調査で差が縮まったことに危機感を感じるが、弾の生命線である学費を止めるよう父の秘書に命令し弾を退学寸前にまで追い詰める。
美美子との熱愛報道が沈静化していくことに焦りドラマの撮影が完全終了した日にマスコミを使って美美子との結婚を宣言するが、美美子の口から婚約している弾と帝一の名を挙げたためマスコミの関心が2人に向かってしまう。会長選挙当日に父が現れ、悪事を告発されたことで生徒達から『卑怯者』と批難されイメージは崩壊する。総理を辞任した父に抱きしめられ『あんな装置で洗脳されたくなかった』と涙ながらに話し、美美子には『強引だったかもしれない。でもどうしようもなかった』と自分なりに謝罪したのち、自分がただの反抗期だったことを認め弾の下でやり直すことを決意する。
番外編では次期生徒会長に立候補しており、同じく立候補していた久我が辞退した際には思い留まるよう説得した。また会長選挙の最中に海帝高校に現れた高天原を学校に戻るように説得するが、別れの挨拶を告げられ涙する。その後は生徒会副会長に就任する。

加賀 栄作（かが えいさく）
一年三組副ルーム長
正義感の強い裕次郎を尊敬していたが、東郷派に転向して人が変わってしまった彼に幻滅し一方的に絶交させられる。
光明が高天原達に捕らえられてしまった時には、帝一達に協力している。

夢島 玲（ゆめしま れい）
演（舞） - 佐藤永典
一年一組ルーム長→副生徒会長
女性的な外見でファンが多く本気で好きな男もいる。男を手玉に取ることに悦びを感じる小悪魔のような性格。
入学当初は帝一を支持するかのような思わせぶりな態度を取っておきながら、後にあっさりとそれを翻し、帝一を翻弄する。
中学時代の頃から女性のような外見と仕草だったが、久我に否定されたことで、更に拍車がかかり、ついにアイドルのような存在にまで発展する。
久我とはそれが確執となっており非常に関係が悪く、彼等のグループ同士でも諍いが起こる程だったが、帝一と光明の働きによって、佐久間や生徒会の協力もあり関係を修復する。
その後は最後まで帝一を慕い、彼を支え続けた。
番外編では次期生徒会長に立候補しており、同じく立候補していた久我が辞退した際には自分も辞退しようとする。そもそもの立候補していた理由は、久我が立候補してお祭りみたいで楽しそうだったからであり、生徒会長になる事自体にあまり興味はなかった模様。その後は副生徒会長に就任する。

佐久間 大吾（さくま だいご）
一年一組副ルーム長。
夢島の親衛隊長的な存在で、近づく男から守っている。夢島とは中学時代に席が近かったことから仲良くなっており、他のファンとは違い、一人の友人として彼を守っている。
また久我とも仲が良く、中学時代にはクラスは違えどよくつるんでいた。
時折諫める事はあれど、基本的には夢島の行動を無理矢理止めたり否定はせず、彼に危険が及ばないように護衛をする。
夢島と久我の対立を客観視して静止に動いた存在であり、夢島と久我の和解に力添えする。
ボクシングをしており、高天原から光明を奪還する作戦の際には、その力を存分に発揮していた。

久我 信士（くが しんじ）
演（舞） - 佐藤流司
一年二組ルーム長→生徒会長
有名な不良で「海帝愚連隊」というチームを率いる。
教師からは目をつけられているが、舎弟達と共に清掃活動に励むなど、地元では親しまれる存在。また、不良ではあるが非行に走ることはせず、学力も優秀で、学校側も黙認をせざるを得ない程の好青年。そうなる程の実力を身に着けたのは、父親の教えを守り続けたことによるところが大きい。
また、一年六組ルーム長の高天原を信頼できないと感じており、ひどく嫌っている。
不良時代の氷室に憧れていたが、見る影もなく穏やかになっていた彼に失望する。その直後に支持者集めをしていた菊馬の嘘に乗せられる形で、菊馬の支持者となり帝一を敵視していた。
しかし、行方不明となっていた帝一を発見した際は、迅速に救助を行い、その後、赤場譲介から前年の選挙戦の真相を教えられ、菊馬に対して不信感を抱く。そして菊馬が高天原の天照霊波救世教に入信してしまっていることを知ったことが決定打となり、譲介の人柄に惚れて、帝一を信頼し彼の支持者となった。それからは、最後まで帝一を見放すことなく彼を支えつづけた。
夢島を過去に傷つけたことに負い目を感じていたが、帝一らの働きによって、関係を修復している。
映画ノベライスに収録されている番外編では、彼を中心として物語が展開する。生徒会長に立候補してから意欲的に活動しており、人望も厚くまっすぐな性格から次期生徒会長最有力候補とされていたが、菊馬の助言から、生徒会長になってやりたい事がわからなくなり立候補を辞退してしまう。結局辞退したまま、会長選挙は始まってしまうが、その場にかけつけてきた氷室に一喝され、その時点で選挙でも優勢だった成田にも説得され、自身の指名を見つけ出し、辞退を取り消し生徒会長となる。生徒会長となってからは、髪の毛も黒色に戻して整った髪型にしており、服装も生徒会長らしい整った格好になった。

宮瀬 陣介（みやせ じんすけ）
一年二組副ルーム長→書記
久我の不良仲間。
本編で特に目立った活躍はないが、単行本巻末の番外編では、久我が不良でありながら成績優秀で人望も厚い理由が彼の口から語られる。
番外編で久我が生徒会長になった後は、書記に任命される。その際に頭髪も黒髪に戻し、久我同様役員らしい整った制服になっている。

羽入 慎之助（はにゅう しんのすけ）
演（舞） - 原嶋元久
一年四組ルーム長。
幼い外見とは裏腹に、感情をあまり表に出すことはなく、常に冷静沈着で淡々と話し、落ち着いた雰囲気を持つ。天才将棋棋士で入学金や寄付金も賞金から出している。全国将棋大会で森園と対戦しており、森園が会長になったことで進学を決めた。
将棋で鍛えられた天性の『読み』の才能を持ち、森園に選挙改革についてのアドバイスを送っていた。その読みを持って、大鷹が頂点に立つ未来を読んでおり、大鷹の支持を帝一に表明している。
高天原から光明を奪還する作戦の際には、兵法書にちなんだ作戦で帝一達を指揮し、奪還まであと一歩のところまで進める。
海帝での学生生活で、自身がまだ未熟だったことを学び、森園達が卒業した後、自身も海帝を退学し、将棋棋士の道を本格的に目指す。

古川 善（ふるかわ ぜん）
一年四組副ルーム長。
羽入と正反対の運動系だが羽入を尊敬している。

成田 瑠流可（なりた るるか）
演（舞） - 細貝圭
一年五組ルーム長→会計
世界的なファッションデザイナーの息子で、奇抜なファッションが特徴。「ルルカ・ローゼンブルグ・ソドム・ゲイ・シュミット」と自称している。
かわいいものが好きで光明に興味を示すが、帝一の方には興味はなく、帝一の支持者というわけではない。毛嫌いしあっている夢島が帝一の側についたことで離反し、菊馬をかわいいとしそちらにつく。
文化祭などでも、菊馬をモデルに過激な写真をとり、展覧会を開くなどの活動をしていた。
菊馬の実質的指導者である高天原の危険な思想を暴くために行動していた光明に協力を要請され、スパイ活動の片棒を担うことになるが、その際に高天原の本性を聞き、更にスパイ活動に協力していたことが発覚してしまい逃亡、追われていたところを通りかかった大鷹に助けを求める。これがきっかけで菊馬から離反する。
その後、大鷹に高天原から守ってもらうことを約束し、彼を慕うようになる。また、久我の計らいにより、仲の悪かった夢島とも和解する。
生徒会長選では、守ってもらった大鷹に恩義を感じ、彼に投票する。
番外編では、次期生徒会長に立候補し、意欲的に選挙活動を行っている。最有力候補だった久我が辞退し、永福が台頭するまでは、野々宮と並ぶ有力候補とされていた。会長選挙がはじまり、永福が辞退した後には、野々宮をわずかにしのいで有利な状況だったが、自身が生徒会長として適任ではないことは自覚していた為、辞退していた久我を説得して、彼の辞退を取り消すことに一役買う事になる。その後は会計に任命される。

光家 吾郎（みついえ ごろう）
演（舞） - 冨森ジャスティン
一年五組副ルーム長。
「ミッチェル・セバスチャン・ヴェクセルヴァルグ・シュール・ボーイ」と自称している。
実家は寂れた商店街の八百屋で、時折家族の手伝いもしている。メイクをしていない時は、ごく普通の青年である。
将来は成田のデザインした衣装でバンド活動をすることを夢見ていたが、自身の憧れる世界とは遠く離れた家庭環境に、半ば夢を諦めかけていた。
成田とその家族の助力により、商店街をお洒落にプロデュースすることで、商店街は隆盛を取り戻し、成田との友情も深まる。
番外編では、生徒会長になる寸前の成田と共に、自分達はあくまでカウンターカルチャーであり、メインであってはいけないと自覚しており、生徒会長立候補を辞退していた久我に、辞退を取り消す様に説得した。

高天原 蒜山（たかまがはら ひるぜん）
演（舞） - 瀬戸祐介
一年六組ルーム長。
宗教団体「天照霊波救世教」の教祖の息子。
穏やかな宗教家を演じているが、その実かなりの野心家であり、宗教の力で日本を支配しその頂点に立つという野望を持っている。そのためにまず海帝高校の頂点を目指している。
その下準備として支持者集めにやってきた菊馬の支持者となるふりをしながら、逆に彼を入信させることに成功している。支持者を集められず傷心の帝一も入信させようとしたが、彼は事前に光明のアドバイスを受けていたためこちらは失敗している。
小学生時に野々宮と共にマヨネーズ事件を起こし、社会を混乱に陥れ、父親から洗脳プログラムを受ける。それからは表面上は穏やかだったが、野々宮と再会することで、凶暴性を表面に出すようになる。
当初は剃髪していたと思われていたが、実はスキンヘッドのカツラであり、長髪を隠していた。
様々な手段で信者を集め、菊馬をあと一歩で生徒会長にするところまで来ていたが、野々宮の離反、自身の悪事が次々に露わになり、最終的に大敗を喫してしまう。
その後、ひっそりと海帝を退学し、父親とも決別、自身の意思で厳しい寺の下で修行をすることになる。
番外編では、精霊山という場所で修行をしていたが、危険を犯して自分を訪ねてきた帝一に心打たれ、会長選挙の最中に海帝高校に現れる。校長と結託して、金の力で生徒会に復讐しようとしていた永福を改心させる。精霊山に戻ろうとする際に、野々宮に学校に戻るように説得されるが、親友として別れの言葉を告げる。

永福 吉祥（えいふく きっしょう）
一年六組副ルーム長→二年六組ルーム長。
「天照霊波救世教」の信者。
本編では目立った活躍はないが、番外編では高天原が退学したためルーム長になっており、生徒会長にも立候補している。「天照霊波救世教」を破産状態に追い込み、高天原が親と絶縁してしまった原因は、帝一達にあると考えて、復讐する為に校長と結託する。世論調査では、圧倒的に一位のまま選挙活動を進め、帝一達を困惑させ、投票でも圧倒的票数を集めていた。しかし、光明と羽入の働きにより、金をばらまくことで票を集めていたことが発覚してしまう。更に、帝一の説得を受けて海帝高校に現れた高天原に説かれ、海帝高校を退学し、高天原と共に精霊山に入った。

#### その他の生徒
美山 玉三郎（みやま たまさぶろう）
演（映） - 松本岳
一年二組の生徒→二年二組の生徒。演劇部所属。東郷から依頼を受け、女装して女生徒に成りすまし、草壁にハニートラップを仕掛ける。作戦は一応の成果を収めるものの当初の目的を達することはできなかった。
二年次にも光明の変装に協力をする。

嵐山 善二郎（あらしやま　ぜんじろう）
堂山の先代の生徒会長。

跡部 景吾（あとべ けいご）
40話にゲストキャラクターとして登場。許斐剛原作『テニスの王子様』のキャラクター。台詞などは全くないが、体育委員の委員長として評議会に参加、原作における彼の所属である氷帝学園テニス部のユニフォームを着て登場している。あくまでも1話のみのゲストキャラである為、次話以降の回想シーンでは、彼が登場していた部分は別キャラクターに入れ替わっている。
1コマだけではあるが、海帝高校の夏服を着用した姿もあり、同作の忍足侑士、向日岳人に容姿が非常に似ている人物と話をしている。
この出演は、ジャンプSQ掲載時に行われた「跡部の誕生日を記念して、掲載全作品に跡部がカメオ出演する」という企画によるもの。古屋が編集からの「できれば（可能であれば）跡部を描いてください」というリクエストを「できるだけ（沢山）描いてください」の意だと勘違いしたため、他の作品が一コマ程度の出演だったのに対し、本作のみ全編にわたって大量の跡部が描かれている。

#### 教師
川俣 豊治（かわまた とよじ）
声 - 最上嗣生 / 演（映） - 中村育二
帝一のクラス・一組の担任。
評議会顧問であり「会長製造機」の異名をとる。彼のクラスに入ることは海帝高校からも期待を寄せられていることを意味する。
現行の海帝の制度を高く評価しており、それに反発している黒坂とは度々衝突している。
『赤毛のアン』で有名なL・M・モンゴメリの大ファンであり、帝一から彼の展覧会を開くように働きかけることを父親と約束することを条件に、彼の手助けをした。
帝一達のクラスが彼の定年を迎える最後のクラスであり、彼等が卒業すると同時に定年退職することになっていたが、最終話で帝一達が3年に進級する際に退職しており、一年早まった理由については不明。生徒会長選挙を通じて成長した帝一を「素晴らしい男」と評価して学校を去っていった。

黒坂 礼子（くろさか れいこ）
演（映） - 長内映里香
大鷹のクラス・六組の担任。
権力闘争を推奨する海帝の校風に反発しており、周囲の反対を押し切って大鷹をルーム長に指名する。
森園が推し進めた会長選挙改革に教師たちも反対する中、唯一それに賛成していた。
度重なる反発に、ボーナスを減額されるなど理不尽な目にあっても、めげることなく大鷹を応援し続ける。
書道部の顧問であり、文化祭では力強い書道を披露した。

黒岩 五十六（くろいわ いそろく）
演（映） - 千本松喜兵衛
海帝高校校長。肥満体で頭髪が薄く汗かき。
金にいやしい典型的な悪徳校長で、寄付金の額がルーム長を決めるという現行の体制からの脱却を図る黒坂や、体制を脅かす改革を起こそうとする生徒達と度々対立している。
最終話では光明の働きにより浮気が発覚している。
番外編では、大鷹らの改革により、寄付金が望めなくなった現体制から元に戻す為に、永福と結託する。金をばらまくことで、彼の票集めに大きく貢献していたが、羽入と光明の働きにより、裏工作がバレてしまう。更には、改心した永福が会長選挙の最中に退学してしまった為、企みは阻止されてしまう。

### その他の人物
赤場 譲介（あかば じょうすけ）
演（舞） - 大堀こういち / 演（映） - 吉田鋼太郎
赤場帝一の父で通産省官僚。
海帝高校の卒業生で、東郷菊馬の父・東郷卯三郎に一票差で敗れ、生徒会長に落選した過去を持つ。
そのため息子に「海帝高校で一番（生徒会長）になる」という意味の「帝一」という名前をつけ、大きな期待をかけさまざまなアドバイスを送る。
生徒会長に落選した過去と決別するため20歳のときに彫った毘沙門天の刺青が背中に刻まれており、この毘沙門天と帝一が会話する場面がある。
通産省に入省したばかりの頃に、日本の産業発展を目指す当時の総理大臣の指示のもと、アメリカ製品の輸入自由化を求めるアメリカ政府及び企業を退け、現在の産業大国日本の礎を築いた。それと同時に、その先鋒であったスティーブ・レッドフォードを現在の地位に追いやる原因を作っており、スティーブとその息子・氷室から恨まれている。

白鳥 美美子（しらとり みみこ）
演（舞） - 井上小百合（元乃木坂46）、樋口日奈（乃木坂46）※ダブルキャスト / 演（映） - 永野芽郁、安藤美優（幼少時）
帝一の幼馴染。花園女子高校に通っている。
高校を「つまらない」と評する少々お転婆な性格。
帝一と付き合っているが父が厳格なため、彼との現在の接点は夜の糸電話での会話が中心となっている。
普通の高校生活を夢見ているが、帝一は生徒会長選に命をかけているため、帝一との間にすれ違いが生じており、徐々に大鷹に惹かれ始めている。
その後は、帝一の立場を恋人から友達に格下げするなど紆余曲折あったが、支持者を得られなかったことに絶望し部屋に閉じこもる帝一を心配する中でこれまでの彼との関係を振り返り、選挙戦を戦う帝一を傍で支える覚悟を決めた。

赤場 桜子（あかば さくらこ）
演（映） - 真飛聖
帝一の母。

赤場 夢子（あかば ゆめこ）
声 - 稲川英里 / 演（映） - 西谷星彩
帝一の妹。兄である帝一のことを「にいに」と呼び慕っている。

東郷 卯三郎（とうごう うざぶろう）
演（映） - 山路和弘
東郷菊馬の父で通産省事務次官。前述の通り赤場譲介とは犬猿の仲である。

スティーブ・レッドフォード
演（映） - チャールズ・グラバー
アメリカの自動車メーカーであるハリケーン・モーターズ（HM社）日本支社長。氷室の父でもある。
過去にアメリカ製品の輸入自由化を日本に要求し、通産省官僚・赤場譲介と争い失敗。島流し同然に現在の地位に追いやられた。
そのため譲介を強く憎んでおり、それは息子であるローランドにも大きな影響を与えている。

野々宮 幸四郎（ののみや こうしろう）
裕次郎の父で内閣総理大臣。
大鷹が飼っている鷹が偶然、幸四郎の家に迷い込んでしまったことが出会いのきっかけで意気投合する。以後大鷹から政策の助言を受けたり、長男の家庭教師を受けたりと様々な支援を受けている。
大鷹に並々ならぬ可能性を感じ、海帝高校進学を勧める。また、彼の学費を援助している恩人でもある。

## 用語
海帝中学校・高等学校（かいていちゅうがっこう・こうとうがっこう）
東京都港区にある中高一貫制の私立男子校。
前身は海軍兵訓練学校であり、優秀な将校を数多く輩出していたが、現在は数多くの政治家や官僚を生み出す超名門校として全国に名を轟かせている。

生徒会本部（せいとかいほんぶ）
海帝高校の生徒たちの代表。生徒会長以下、副会長2名、書記1名、会計1名の役員5名で構成される生徒会の「執行機関」。学内の行事に関して高いレベルの自治権限が与えられている。
生徒会長は東都大学への推薦入学が受けられるなど、本部役員には一流大学への進学が約束されている。それは、生徒会活動が多忙であるため勉強時間を確保できないことへの配慮でもある。

評議会（ひょうぎかい）
一年生・二年生の各ルーム長・副ルーム長、各種委員会の委員長・副委員長、各部活の部長で構成されている生徒会の「議決機関」。各学年6クラス、6つの委員会、20の部会の代表者合計56名からなる。
評議会における会議が、海帝高校の学内自治の意思決定を司る。なお、会議そのものは、本部役員と評議会メンバーで行われている。

会長選挙（かいちょうせんきょ）
政治家を数多く輩出する海帝高校にあって、政界さながらの選挙が繰り広げられる。
生徒会長候補者は3名であり、現生徒会長からの指名が必要とされる。必然的に現生徒会長の支持者から選ばれることとなる。
会長選への投票権を持つのは評議会メンバーだけであり、限られた票を奪い合う形になるため投票権を持つ者への説得工作が激しく行われ、それぞれの候補者を支持する者同士で派閥が形成される。そのため、新学期早々から激しい派閥抗争が行われ、時には派閥内で衝突が起こることもある。勝つために手段を選ばない海帝高校の校風により、この会長選挙においては、フェア精神に欠けることをしようが現金実弾を撒こうが、教師たちからは黙認される。
投票は記名投票制で行われる（誰がどの候補に票を入れたかわかる）ため、一度投票を約束した候補以外に票を投じることが心理的に難しい。また、投票した候補が落選した場合、海帝高校での地位を失うことにもなりえてしまう。

東都大学（とうとだいがく）
日本一の国立大学。
海帝高校の生徒会長は、この大学への推薦入学を約束されている。

ルーム長（ルームちょう）
クラスの代表者として、評議会入りを認められた者であり、同時に生徒会戦の参加資格を得られることを意味する。
担任の指名により選ばれ、ルーム長は「副ルーム長」を指名することができる。なお、各クラスは三年間クラス替えなしの固定制であり、ルーム長も原則的に三年間継続して勤める。
公表されていないものの、ルーム長は基本的に保護者による海帝高校への寄付金の額を基準に選ばれるため、大鷹のように家庭が裕福とはいえない者が選ばれるのは極めて異例である。その後、会長選挙が立候補制になってからはルーム長になる事のメリットはなくなった。

ハリケーン・モーターズ
アメリカの一大自動車メーカー。
日本国内でもそれなりのシェアを持つが、安価かつ高性能な日本車に奪われつつある。

## 作品背景
『ジャンプスクエア』で『幻覚ピカソ』を連載中だった古屋のもとに、担当編集の小菅隼太郎から創刊予定の『ジャンプSQ.19』への連載に向けたネームを1か月で作ってくれと頼まれる。
締め切りまで時間が押していたことから、2話目以降を考えずに、面白くなりそうな第1話を描こうと思って始めたと、古屋は2017年に行われた実写映画版のトークショーで明かしている。
この時点では、主人公の親友である光明のキャラクター性が定まっておらず、第1話の時点では黒幕のように描かれていた。
また、古屋は第1話から帝一の戦いが始まる理由について、昔の漫画のようにストーリーの始まり方が遅いと、本題に入りかけたところで打ち切られてしまうためであると、2016年の選挙ドットコムとのインタビューの中で説明している。
古屋は選挙ドットコムとのインタビューの中で、本作を「男性だけの宝塚」と表現し、「選挙戦を通して、宝塚の歌劇のようにきらびやかに、大げさに、やりすぎ感などが出たらいいなと思っていました。」とも話しており、作中における大げさな表現や選挙戦の盛り上げ方、そして繊細な絵柄はすべて意図して描いていると前述のインタビューの中で話している。
また、古屋は「昭和の学生は熱かった」というイメージから、本作の舞台設定を昭和にしたとも述べている。
当初、2016年3月に発売される『ジャンプスクエア』で最終回を迎える予定だったが、光明救出劇の場面の制作で時間がかかってしまい、本来1話でまとめる予定のところを2話に分割することになり、舞台版の最終章である『學蘭歌劇 帝一の國 -血戦のラストダンス-』の上映後に原作が最終回を迎えるという、前代未聞の事態となった。

## 書誌情報
- 古屋兎丸 『帝一の國』 集英社〈ジャンプ・コミックス〉、全14巻
  1. 2011年3月9日発行（3月4日発売[集 1]）、ISBN 978-4-08-870184-4
  2. 2011年12月7日発行（12月2日発売[集 2]）、ISBN 978-4-08-870335-0
  3. 2012年7月9日発行（7月4日発売[集 3]）、ISBN 978-4-08-870473-9
  4. 2012年11月7日発行（11月2日発売[集 4]）、ISBN 978-4-08-870543-9
  5. 2013年3月9日発行（3月4日発売[集 5]）、ISBN 978-4-08-870638-2
  6. 2013年7月9日発行（7月4日発売[集 6]）、ISBN 978-4-08-870774-7
  7. 2013年11月6日発行（11月1日発売[集 7]）、ISBN 978-4-08-870877-5
  8. 2014年4月9日発行（4月4日発売[集 8]）、ISBN 978-4-08-880032-5
  9. 2014年8月9日発行（8月4日発売[集 9]）、ISBN 978-4-08-880161-2
  10. 2014年12月9日発行（12月4日発売[集 10]）、ISBN 978-4-08-880232-9
  11. 2015年5月6日発行（5月1日発売[集 11]）、ISBN 978-4-08-880338-8
  12. 2015年9月9日発行（9月4日発売[集 12]）、ISBN 978-4-08-880471-2
  13. 2016年1月9日発行（1月4日発売[集 13]）、ISBN 978-4-08-880590-0
  14. 2016年5月7日発行（5月2日発売[集 14]）、ISBN 978-4-08-880678-5

- 久麻當郎（著）、いずみ吉紘（脚本）、古屋兎丸（原作）『映画ノベライズ 帝一の國』 集英社〈ジャンプ ジェイ ブックス〉、全1巻
  - （2017年5月1日発売[集 15]）、ISBN 978-4-08-703417-2

## ヴォイスコミック
集英社のヴォイスコミック「VOMIC」として、2012年2月にジャンプ専門情報番組『サキよみ ジャンBANG!』にて放送され、同年3月からVOMIC公式サイトで配信された。
キャスト
主要担当声優は上述。ここではそれ以外のキャストについて記す。
- 古賀平八郎 - 四宮豪
- ナレーション - 高口公介

## 舞台
演劇が全3作公演されたほか、演劇で披露された楽曲を盛り込んだライヴが行われた。

### 公演日程
- 第一章『學蘭歌劇 帝一の國』
  - 2014年4月18日から5月6日までPARCO劇場で上演[7]。

- 第二章『學蘭歌劇 帝一の國 -決戦のマイムマイム-』
  - 2015年7月12日から7月20日までAiiA 2.5 Theater Tokyoで上演[12]。
  - 2015年7月25日から7月26日まで梅田芸術劇場で上演[12]。

- 最終章『學蘭歌劇 帝一の國 -血戦のラストダンス-』
  - 2016年3月17日から3月27日までAiiA 2.5 Theater Tokyoで上演[13]。

- ライヴ『學蘭歌劇 帝一の國 -大海帝祭-』
  - 2017年8月11日から8月13日まで日本青年館ホールで上演[14]。

### スタッフ
- 原作 - 古屋兎丸『帝一の國』（集英社・ジャンプスクエア連載中）[13]
- 脚本 - 喜安浩平[13]
- 演出 - 小林顕作[13]（ライヴでは構成・演出・音楽を1人で全て担当）[14]
- 企画 - 漫画兄弟[15]
- 制作協力 - （株）パルコ[16]
- 主催 - ネルケプランニング[15]

### キャスト
主要キャストは上述。ここではそれ以外のキャストについて記す。
- オールラウンダーズ
  - （第一章に出演） - ぎたろー、中谷竜、西村ミツアキ、平沼紀久[7]
  - （第二章に出演） - 市川知宏、佐藤永典、佐藤流司、佐藤貴史、ぎたろー、平沼紀久[12]
  - （最終章に出演） - 今奈良孝行、竹内寿、中谷竜、ぎたろー、平沼紀久[15]
  - （ライヴに出演） - 今奈良孝行、中谷竜、ぎたろー、平沼紀久[14]
- 日替わりゲスト
  - （ライヴに出演） - 古屋兎丸（8月11日昼・夜）、加藤諒（8月12日昼・夜）、HAKUEI（PENICILLIN）（8月13日昼・夜）[14]

## 映画
同名タイトルの実写映画が、2017年4月29日公開。監督は永井聡。主演は菅田将暉。2015年12月20日の「ジャンプフェスタ2016」にて発表。大学関連では武蔵大学や東京農工大学などが撮影場所を提供している。
前半のオープニング曲に1980年代に活躍した日本のヘヴィメタルバンド『FLATBACKER』（後のE・Z・O）の『HARD BLOW』が使われており、プロデューサーの村瀬健によると監督の永井聡から企画が始る早い段階で「この曲（HARD BLOW）を使いたい」という申し出があった事を明かしている。
キャッチコピーは、「野心が、とまらない!!!」、「僕は、靴を舐めて、勝つ。」である。

### キャスト（映画）
- 古賀平八郎 - 井之脇海[4]
- 山羽喜一郎 - 若林司

### 制作（映画）
プロデューサーを務めたフジテレビの若松央樹は、帝一の派閥入りを描いた「1年生編」と、帝一たちが生徒会長の座を巡って戦う「2年生編」をどのようにして1本の映画にまとめるべきか悩んだと、実写映画版のトークショーで明かしている。
同席した監督の永井聡も、果たして帝一が生徒会長になれるか否かまでを描かないと、原作を知らない観客は納得できないだろうと話している。
また、映画化にあたり、原作者の古屋はオリジナルエピソードの制作も許可したが、永井は原作の良さが出なかったため、実行しなかったことを明らかにしている。
キャスティング
実写映画化にあたり、永井は舞台版のファンをがっかりさせたくないという理由から、舞台版とは異なるキャスティングにした。ただし、舞台版で帝一役を演じた木村了を堂山圭吾役で起用したことについては、永山が舞台版における木村の演技を評価した結果によるものである。

### スタッフ（映画）
- 原作：古屋兎丸「帝一の國」（集英社ジャンプコミックス刊）
- 監督：永井聡[3]
- 脚本：いずみ吉紘[3]
- 製作：小川晋一、木下暢起、市川南
- プロデューサー：若松央樹、村瀬健、唯野友歩
- ラインプロデューサー：原田耕治
- 撮影：今村圭佑
- 美術：杉本亮
- 照明：織田誠
- 録音：石貝洋
- 装飾：安藤千穂
- ヘアメイク：望月志穂美
- スタイリスト：馬場恭子
- 編集：二宮卓
- 音楽：渡邊崇
- 音響効果：岡瀬晶彦
- 主題歌：クリープハイプ「イト」(UNIVERSAL SIGMA)
- VFXスーパーバイザー：須藤公平
- スクリプター：田村寿美
- スタントコーディネーター：吉田浩之
- キャスティング：田端利江
- 助監督：藤江儀全
- 制作担当：若林重武
- 企画・製作幹事：フジテレビジョン
- 制作プロダクション：AOI Pro.
- 製作：フジテレビジョン、集英社、東宝
- 配給：東宝

### テレビ放送（映画）
| 回数 | テレビ局   | 番組名（放送枠名） | 放送日            | 放送時間      | 放送分数 | 視聴率 |
| ---- | ---------- | ------------------ | ----------------- | ------------- | -------- | ------ |
| 1    | フジテレビ | 土曜プレミアム     | 2018年4月21日(土) | 21:00 - 23:25 | 145分    | 8.2%   |
| 2    | フジテレビ | （なし）           | 2020年4月6日(月)  | 21:00 - 23:28 | 148分    | 5.8%   |

- 視聴率はビデオリサーチ調べ、関東地区・世帯・リアルタイム。

### 評価（映画）
ライターのモルモット吉田はリアルサウンドに寄せたレビューの中で、帝一役の菅田将暉をはじめとする出演者たちの真剣な意気込みによってキャラクターたちとマッチしたと評価している。
吉田は帝一の父親役の吉田鋼太郎についても「長い舞台歴で培った硬軟自在の演技が存分に発揮されている」と評価しており、特に帝一が解いた外部生用の入学試験問題集を父親が採点する場面については、親子が各科目と点数を叫んでいるだけなのに笑ってしまったと述べている。
また吉田は、学校内の描写を重ねつつも、外の世界の描写を抑えることで、学校という狭い世界を舞台としているにもかかわらず、世界の全てであるかのように思わせるほど強固であると評価している。
その一方、吉田は終盤のピアノのくだりで若干、感情の抑制が緩むのは惜しいとしている。

### 受賞歴（映画）
- 第41回日本アカデミー賞[24]
  - 新人俳優賞 - 竹内涼真
  - 話題賞 俳優部門 - 菅田将暉[25]
- 第42回報知映画賞
  - 主演男優賞 - 菅田将暉

## スピンオフドラマ
『帝一の國〜学生街の喫茶店〜』（-がくせいがいのきっさてん）は、登場する東郷菊馬（野村周平）、大鷹弾（竹内涼真）、氷室ローランド（間宮祥太朗）、榊原光明（志尊淳）、森園億人（千葉雄大）の5名をそれぞれ主役に描いたオムニバスドラマ全5話が制作された。2016年4月21日24:00にフジテレビオンデマンドで一拳配信。2017年4月24日（25日深夜）から4月28日（29日深夜）までフジテレビでも放送された。完全版DVDとして、2017年5月17日から全国のTSUTAYAやゲオでレンタルが開始。収録されているのはテレビ放送版より長い、ディレクターズカット版である。

### キャスト（ドラマ）
- 聖子 - 宮野陽名
- 純喫茶のマスター - 安井順平

### 放送日程
| 話数   | 放送日        | サブタイトル             | 脚本       | 監督     | 放送時間            |
| ------ | ------------- | ------------------------ | ---------- | -------- | ------------------- |
| 第一話 | 2017年4月24日 | 菊馬のハニートラップ作戦 | 大北はるか | 風間太樹 | 24時40分 - 24時55分 |
| 第二話 | 4月25日       | 氷室のコマ劇場           | 大北はるか | 風間太樹 | 24時25分 - 24時40分 |
| 第三話 | 4月26日       | 光明の大発明             | 大北はるか | 風間太樹 | 24時25分 - 24時40分 |
| 第四話 | 4月27日       | 森園の夏合宿大予言       | 大北はるか | 風間太樹 | 24時25分 - 24時40分 |
| 第五話 | 4月28日       | 帝一VS弾 頂上決戦！      | 大北はるか | 風間太樹 | 24時55分 - 25時10分 |

### ネット局など
| 放送対象地域   | 放送局                    | 放送時間              | 備考         |
| -------------- | ------------------------- | --------------------- | ------------ |
| 関東広域圏     | 制作局 フジテレビ（CX）   | 4月24日 - 4月28日     | 同時ネット   |
| 岩手県         | 岩手めんこいテレビ（mit） | 4月24日 - 4月28日     | 同時ネット   |
| 宮城県         | 仙台放送（OX）            | 4月24日 - 4月28日     | 同時ネット   |
| 山形県         | さくらんぼテレビ（SAY）   | 4月24日 - 4月28日     | 同時ネット   |
| 福島県         | 福島テレビ（FTV）         | 4月24日 - 4月28日     | 同時ネット   |
| 愛知県         | 東海テレビ（THK）         | 4月23日 26:30 - 27:30 | 60分一拳放送 |
| 愛媛県         | テレビ愛媛（EBC）         | 4月25日 15:50 - 16:50 | 60分一拳放送 |
| 静岡県         | テレビ静岡（SUT）         | 4月25日 25:35 - 26:35 | 60分一拳放送 |
| 鹿児島県       | 鹿児島テレビ（KTS）       | 4月25日 25:40 - 26:40 | 60分一拳放送 |
| 京阪神         | 関西テレビ（KTV）         | 4月25日 26:25 - 27:25 | 60分一拳放送 |
| 佐賀県         | サガテレビ（STS）         | 4月27日 15:25 - 16:25 | 60分一拳放送 |
| 島根県・鳥取県 | 山陰中央テレビ（TSK）     | 4月28日 14:50 - 15:50 | 60分一拳放送 |
| 宮崎県         | テレビ宮崎（OTV）         | 4月28日 25:47 - 26:47 | 60分一拳放送 |
| 大分県         | テレビ大分（TOS）         | 4月28日 26:00 - 27:00 | 60分一拳放送 |
| 高知県         | 高知さんさんテレビ（KSS） | 4月29日 14:00 - 15:00 | 60分一拳放送 |
| 熊本県         | テレビ熊本（TKU）         | 4月29日 14:00 - 15:00 | 60分一拳放送 |
| 石川県         | 石川テレビ（ITC）         | 5月1日 25:35 - 26:35  | 60分一拳放送 |
| 広島県         | テレビ新広島（TSS）       | 5月4日 26:30 - 27:30  | 60分一拳放送 |
| 福岡県         | テレビ西日本（TNC）       | 5月4日 26:55 - 27:55  | 60分一拳放送 |

### スタッフ（ドラマ）
- 監督 - 風間太樹
- 脚本 - 大北はるか
- 企画制作 - フジテレビ
- 制作プロダクション - AOI Pro.